# Хадеми, Али-Мохаммад
Али Мохаммад Хадеми (перс. سپهبد علی محمد خادمی‎, 16 декабря 1913, Джехром, Фарс — 7 ноября 1978) — с 1962 по 1978 год генеральный менеджер Iran Air.

## Ранние годы
Хадеми родился в Джахроме. Он учился в Военной академии и Лётной школе ВВС в Тегеране, Британском управлении гражданской авиации в Лондоне и Университете ВВС США в Алабаме.
Согласно книге Tarikhcheh-ye Havapeymai-e Bazargani dar Iran (Abbas Atrvash, 2007), с 1958 года Хадеми был начальником штаба ВВС Ирана, а с 1962 по 1978 год он был генеральным директором Iran Air. За время его 16-летнего пребывания там «компания превратилась из молодой внутренней авиакомпании в процветающую национальную авиакомпанию».
Хадеми был президентом IATA в 1970—1971 годах.
В сентябре 1978 года, незадолго до Исламской революции на его родине, Хадеми ушел с работы и 7 ноября 1978 года был убит в своем доме в Тегеране.